# Oxyde d'étain(II)
L'oxyde d'étain(II) est un composé chimique de formule SnO. Il se présente sous la forme d'un solide noir bleuté inodore combustible mais difficilement inflammable et pratiquement insoluble dans l'eau.

## Propriétés
Il cristallise dans le système tétragonal avec le groupe d'espace P4/nmm (no 129) et pour paramètres cristallins a = 380,0 pm, c = 483,6 pm et Z = 2. Il en existe jusqu'à 270 °C un polymorphe rouge, métastable dans les conditions normales, de structure orthorhombique avec le groupe d'espace Cmc21 (no 36) et les paramètres a = 500,5 pm, b = 574,6 pm, c = 1 105 pm et Z = 8.
Il se dismute en étain et dioxyde d'étain SnO2 au-dessus de 300 °C :
4 SnO ⟶ Sn3O4 + Sn ;
Sn3O4 ⟶ 2 SnO2 + Sn.
Dans certaines conditions, cette dismutation peut également conduire à la formation d'oxyde d'étain(II,IV) (de) Sn2O3. Hydraté ou sec, l'oxyde d'étain(II) se dissout dans les solutions aussi bien acides que basiques, ce qui en fait un ampholyte. Dans les acides, il donne des sels d'étain(II) et, dans les bases, il donne des stannites, qui contiennent l'anion Sn(OH)3−. Dans les solutions très acides, on observe les espèces Sn(OH2)32+ et Sn(OH)(OH2)2+, tandis que, dans les solutions moins acides, on observe l'espèce Sn3(OH)42+. On connaît également des stannites anhydres, comme K2Sn2O3 et K2SnO2,.
On l'obtient sous forme d'hydrate SnO·xH2O, avec x < 1, à partir d'une solution de sel d'étain(II) mélangée avec un hydroxyde alcalin ou de l'ammoniaque NH3 (aq), ce qui forme un précipité incolore et floconneux très peu soluble dans l'eau. Par chauffage à l'abri de l'air, par exemple dans un flux de dioxyde de carbone, ce précipité est déshydraté de 60 à 70 °C pour donner de l'oxyde d'étain(II) α bleu-noir. Chauffé de 90 à 100 °C en présence d'un phosphinate, il se forme de l'oxyde d'étain(II) β rouge, qui est métastable et tend à redonner l'oxyde α sous l'effet d'un chauffage, d'une pression ou au contact du polymorphe α. Vers 250 à 425 °C, l'oxyde d'étain(II) α se dismute en divers oxydes d'étain mixtes.
On peut ainsi l'obtenir à partir du chlorure d'étain(II) SnCl2 via l'hydroxyde d'étain(II) (en) Sn(OH)2 après déshydratation par chauffage.
On peut également le préparer au laboratoire comme substance pure par chauffage ménagé d'oxalate d'étain(II) SnC2O4 à l'abri de l'air ou sous atmosphère de dioxyde de carbone ; cette méthode s'applique également pour la production d'oxyde de fer(II) FeO et d'oxyde de manganèse(II) MnO.
SnC2O4·2H2O ⟶ SnO + CO2 + CO + 2 H2O.
L'oxyde d'étain(II) brûle dans l'air avec une flamme pâle de couleur verte en formant du dioxyde d'étain SnO2 :
2 SnO + O2 ⟶ 2 SnO2.
Il est principalement utilisé pour la production d'autres composés de l'étain, généralement trivalents. Il peut également être utilisé comme réducteur et pour la production de verre groseille. Il a une utilisation marginale comme catalyseur d'estérification.
L'oxyde de cérium(III) Ce2O3 sous forme de céramique avec l'oxyde d'étain(II) SnO est utilisé pour l'illumination ultraviolette.